# Ижорская улица (Колпино)
Ижо́рская улица — небольшая улица в городе Колпино (Колпинский район Санкт-Петербурга). Она разделена на две части — первая длиной 500 метров, а вторая длиной 150 метров. На участке между Стахановской улицей и площадью Коммуны односторонняя.

## История и описание
В 1872 году названа 2-й Чухонской, вместе с Адмиралтейской улицей (1-й Чухонской) и улицей Вавилова (3-й Чухонской), это связано с Чухонской слободой, находившейся вдоль дороги к финским деревням Мокколово и Лангелово. Чухонские улицы занимали центральное положение в Колпино, рядом находился дом начальника Ижорских заводов и кирпичное здание заводской школы. В 1882 году улица получила своё современное название.
Улица разделена на две части. Одна проходит от площади Коммуны и оканчивается тупиком, упираясь в пятиэтажный дом по Пролетарской. Вторая идёт от Пролетарской улицы и кончается тупиком у реки Ижоры.
Первоначальная застройка состояла из деревянных домов в несколько квартир, которые почти все сгорели во время Великой Отечественной войны. После войны улица отстраивается вновь: в квартале между улицами Ижорская, Вавилова, Стахановская и Социалистическая возник посёлок «Победа» из более 60-ти одноэтажных шлакоблочных домов, снесённый в конце шестидесятых годов. Большую часть квартала между Ижорской, Стахановской и улицей Вавилова заняла территория детского сада.

## Достопримечательности
- Культурно-досуговый центр «Ижорский» (площадь Коммуны)
- Дворец творчества детей и молодежи Колпинского района (Стахановская улица, 14, на углу с Ижорской улицей)

## Пересечения
- Первая часть:
  - Площадь Коммуны
  - Стахановская улица
- Вторая часть:
  - Пролетарская улица